# Bela (geslacht)
Bela is een geslacht van weekdieren uit de klasse van de Gastropoda (slakken).

## Soorten
- Bela alma Thiele, 1925
- Bela anna Thiele, 1925
- Bela annemariae Lozouet, 2015 †
- Bela atlantidea (Knudsen, 1952)
- Bela beatriceae (Mariottini, 2007)
- Bela bella Barnard, 1958
- Bela chuni Thiele, 1925
- Bela cycladensis (Reeve, 1845)
- Bela decussata (Locard, 1892)
- Bela detexta (Bellardi, 1877) †
- Bela erosa (Schrenck, 1861)
- Bela fiorentina Della Bella, Naldi & Scarponi, 2015 †
- Bela fuscata (Deshayes, 1835)
- Bela hispida (Bellardi, 1877) †
- Bela hispidula (Bellardi, 1847) †
- Bela koeneni (Cossmann & Lambert, 1884) †
- Bela megastoma (Brugnone, 1862) †
- Bela menkhorsti van Aartsen, 1988
- Bela nebula (Montagu, 1803)
- Bela nevropleura (Brugnone, 1862) †
- Bela nitida Pavia, 1976 †
- Bela nuperrima (Tiberi, 1855)
- Bela oceanica (Locard, 1892)
- Bela plagisculpta Della Bella, Naldi & Scarponi, 2015 †
- Bela plicatella (Bellardi, 1847) †
- Bela plicatilis (Risso, 1826)
- Bela powisiana (Dautzenberg, 1887)
- Bela proxima (Cocconi, 1873) †
- Bela pseudoappeliusi Naldi, Della Bella & Scarponi, 2013 †
- Bela pseudoexilis Della Bella, Naldi & Scarponi, 2015 †
- Bela scalariformis (Brugnone, 1862) †
- Bela taprurensis (Pallary, 1904)
- Bela vulpecula (Brocchi, 1814) †
- Bela zenetouae (van Aartsen, 1988)
- Bela zonata (Locard, 1892)